# Wildflower (álbum de The Avalanches)
Wildflower es el segundo álbum de estudio publicado por el grupo musical australiano, The Avalanches. Fue publicado por primera vez en el servicio de streaming, Apple Music el 1 de julio de 2016; y publicado de manera internacional el 8 de julio de 2016 por los sellos discográficos, Modular Recordings en Australia, XL Recordings en el Reino Unido y por Astralwerks en los Estados Unidos. El álbum fue su primera publicación hecho por el grupo luego de un receso de 16 años posterior a la publicación de su primer álbum, Since I Left You. El álbum contiene múltiples colaboraciones con artistas invitados que participaron como vocalistas o como participantes en el instrumental a través de sus 21 canciones, entre los artistas que destacan incluyen a Danny Brown, MF DOOM, David Berman, Toro y Moi, Warren Ellis, Jonathan Donahue, Kevin Parker, Biz Markie, J. Tillman, entre otros. Similar a su predecesor, el álbum hace un extenso uso del sampling, especialmente de música psicodélica provenientes de los años 1960, como también relaciones con la época a través de temas como la contracultura y el antisistema. Robbie Chater describió la estructura del álbum como un viaje a través de un entorno urbano hiperrealista a un lugar remoto bajo los efectos del LSD.
Wildflower estuvo atrapado en un infierno de producción durante varios años. Siguiendo la publicación de Since I Left You, The Avalanches realizó varias giras musicales, además de continuar con las producciones musicales, trabajando en varios proyectos durante más de una década, produciendo nuevas canciones mientras colaboraban con múltiples artistas. En 2005, el álbum fue descrito como “ambient world music”, y a comienzos de 2007, el grupo habría considerado crear un álbum con más de 40 canciones, mayoritariamente orientados al hip hop. La producción del álbum se reinició en 2011, dirigido por Robbie Chater con asistencia de Tony Di Blasi, pero pronto se estancó luego de que Chater se enfermara. Los miembros del grupo también se vieron involucrados en proyectos separados, lo cual los alejaba de la producción del álbum. Algunos de los trabajos que más consumieron su tiempo incluían trabajos para un musical de King Kong, y una video musical animado que fue descrito como “una versión hip hop de Yellow Submarine” la cual perdió fondos y que nunca fue acabado; Wildflower incluye varios restos de estos proyectos, y que fueron compilados de manera similar a la producción de un mixtape.
Se anunció formalmente su lanzamiento en junio del mismo año, junto a una versión extendida del sencillo “Frankie Sinatra”. Posterior a su lanzamiento, Wildflower recibió diversas aclamaciones de críticos, que elogiaron su producción, aunque este sería menos favorable a diferencia de Since I Left You. El álbum sería un éxito comercial, este alcanzando el puesto número en listas musicales australianas y entre los primeros 10 puestos en listas musicales británicas.

## Trasfondo
Luego del lanzamiento del álbum Since I Left You, The Avalanches siguió produciendo música, como también de realizar giras musicales hasta el año 2003. Al menos una de las pistas del álbum comenzaba a tomar forma en el año 2000. Una de las colaboraciones más recientes hechas por el grupo sería con Luke Steele en 2003, en donde crearon “rock and roll alocado” con Steele y Di Blasi como vocalistas; restos de esta colaboración se encuentran en la canción y sencillo “Colours”. Hasta mitades de la década de los 2000, el grupo continuó produciendo música, aunque entre estas no existía un tema en común o coherente ni ningún plan para una producción de estudio. Robbie Chater estuvo incapaz de producir música luego de padecer 2 enfermedades autoinmunes, estas lo dejaron inhábil durante un plazo de 3 años. Chater pasó por un tratamiento usando ibogaína,  una potente droga alucinógena. En febrero de 2005, Darren Seltmann mencionó que un nuevo álbum estaba siendo producido y que lo describió como “música ambient del mundo”. El también declaró que el álbum contendría tanto uso de samples como música en vivo. En agosto de 2006, Modular Recordings emitió un comunicado de prensa declarando “suena como todo lo que no nos atrevíamos a esperar y mucho más. Han hecho básicamente el registro de sus vidas”, esto después de recibir un correo electrónico que logró llegar a la prensa musical, en el que se menciona que Modular rechazó el segundo álbum de The Avalanches ya que este sonaba ‘apurado’. En enero de 2007, el grupo declaró mediante su sitio web que alrededor de 40 canciones estaban siendo consideradas para su segundo álbum, pero no se estimó ninguna fecha de publicación. Anuncios subsecuentes y rumores estuvieron circulando por los siguientes años, estos acerca de la fecha de lanzamiento del segundo álbum y culpando a las resoluciones de licencias que causaron la tardanza del álbum; sin embargo, ningún material nuevo fue lanzado durante esos tiempos.
Durante 2010 y 2012, varios músicos como Ariel Pink, Jennifer Herrema y Danny Brown revelaron que hicieron colaboraciones con The Avalanches para crear nueva música, en el que se mencionó una canción titulada “Frank Sinatra”. En diciembre de 2011, la cuenta de Twitter de la banda publicó parte de la letra de una nueva canción, “The Stepkids”. En 2012, The Avalanches publicó una pista titulada “A Cowboy Overflow of the Heart” en colaboración del músico David Berman, en la que leyó un poema que el compuso acerca de la música del grupo. Al año siguiente, The Avalanches publicó un remix del primer sencillo del grupo Hunter & Collectors, “Talking to a Stranger”. Durante este año, The Avalanches estuvo participando en la producción de un musical de King Kong, una obra de 2013 la cual tardó 2 años en producirse. Al final, solamente una pista de 25 segundos producida por el grupo fue utilizada en el musical. Posterior al musical, el grupo comenzaría a trabajar en un proyecto de animación que iba a ser “una versión hip hop de Yellow Submarine”. Iba a ser un largometraje animado que iba a ser lanzado a nombre del grupo junto a un álbum, la animación iba a hacer uso de técnicas de animación como el uso de cel, todo esto realizado por un artista surcoreano, inspirado en arte pop japonés de los años 1960; la producción estaba siendo financiada de manera privada, pero el dinero fue consumido a lo largo de 2 años de producción, y el proyecto jamás fue acabado. La pista “The Noisy Eater” contiene restos de esta producción, a través de sus proyectos y colaboraciones, el grupo coleccionó suficiente música que se podían combinar para la creación de un nuevo álbum, marcando un proceso similar a la usada durante la producción de Since I Left You.
Todos los exmiembros de The Avalanches a excepción de Chater y Di Blasi dejaron el grupo entre 2014. Darren Seltmann, uno de los cofundadores y coproductores de Since I Left You, dejó el grupo alrededor de 2006 para concentrarse más en crear una familia. Con respecto al segundo álbum del grupo, Modular declaró en febrero de 2014 que “el álbum suena increíble, pero no hay ninguna fecha planeada o cualquier otra cosa planeada. La línea oficial es ‘estén atentos’.” El perfil oficial del grupo en Facebook fue actualizado en 2015, listando a James Dela Cruz como un miembro de la banda otra vez.

## Producción y composición
Wildflower fue producido a lo largo de 16 años, la pista “Saturday Night Inside Out” fue originalmente parte de un mixtape del año 2000 y era la primera canción producida por Chater luego de la publicación de Since I Left You. La producción del álbum no fue acabada hasta marzo de 2016. The Avalanches tomó de manera más seria la creación de un segundo álbum entre 2011 a 2013, haciendo reservas en estudios para meterse más dentro del proyecto. Hasta alrededor de 2014, Chater usaba un Power Macintosh G3 con el sistema operativo System 7 para utilizar Opcode Systems, un software MIDI que era compatible con Mac OS Classic y Microsoft Windows hasta 1997 cuando finalizó su soporte. El grupo tuvo que maximizar sus tarjetas de crédito para financiar la producción.
El grupo trabajó con varios vocalistas invitados, varios de los cuales no fueron incluidos en la versión final del álbum. Con respecto a los vocalistas, The Avalanches quiso crear letras que se mezclaran perfectamente con la música como si estos fuesen samples. Jonathan Donahue, miembro de Mercury Rev, proveyó cantos e instrumentalización usando una sierra musical en varias pistas del álbum, Kevin Parker, miembro de Tame Impala, proveyó percusión adicional en la pista “Going Home”, y el violinista Warren Ellis participó en la producción de “Stepkids”. Jean-Michel Bernard también proveyó orquestación en varias de las pistas del álbum. Tanto Danny Brown como Biz Markie participaron como vocalistas en “Frankie Sinatra” y “The Noisy Eater” de manera remota. Robbie Chater era fan de MF DOOM, específicamente de su álbum Madvillainy que realizó junto a Madlib, por lo que, Chater envió un demo de una de sus pistas, recibió una respuesta 18 meses después de Dumile en el que declaró que amó la pista y que quería participar proveyendo canto. El grupo estaba encantado de trabajar con Camp Lo en la pista “Because I'm Me”, el grupo tenía cierto fanatismo por Camp Lo, siempre escuchando su primer álbum de estudio Uptown Saturday Night en actos en vivo, incluso intentando usarlo como sample en Since I Left You. Otros artistas que participaron en la producción de Wildflower incluyen a J. Tillman, Toro y Moi, Jennifer Herrema, Rye Rye, Jonti, David Berman y A.Dd+.

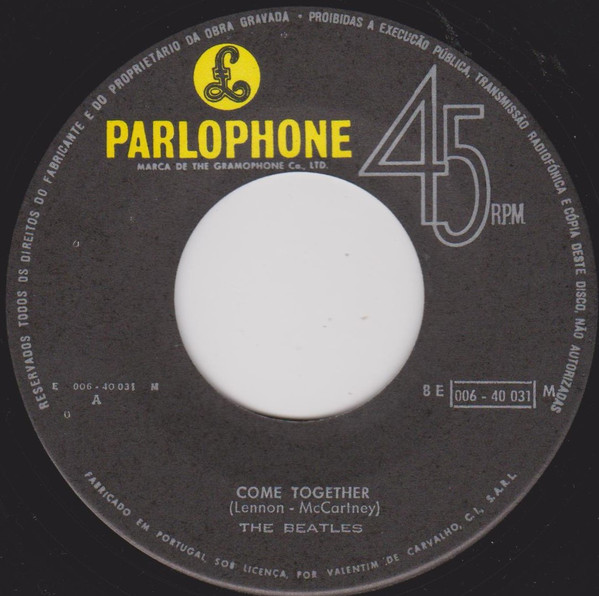
El sencillo “Come Together” fue utilizado por The Avalanches para su pista “The Noisy Eater”, en esta, se usan parte de las letras de la canción, que fueron cantadas por un coro infantil de Melbourne. El grupo tenía que conseguir autorización de Paul McCartney (uno de los autores del sencillo) y Yoko Ono (esposa de John Lennon).

Wildflower es un álbum de género plunderphonics, un género cuyo origen se remonta a la década de 1980, en el que se hace constante uso del sampling, específicamente de otros trabajos musicales reconocidos; es así como, Wildflower fue producido de una manera similar a su álbum anterior Since I Left You. También se mencionaba que el álbum contenía otros géneros musicales como son la electrónica, neopsicodelia, disco, y hip hop. Durante una entrevista con Brian Josephs, escritor de Spin, Josephs preguntó si el álbum contiene más de 3500 samples, al igual que su álbum anterior, Chater respondió “No tengo ni idea... pueden haber más. Está tan fragmentado. Cada pequeño paso, y voz, y grito, y estruendo, y cuerno, y ladrido... es simplemente ridículo.” El grupo ha estado buscando autorización para el uso de samples con derechos de autor entre 2011 a 2012, pero en ocasiones tenían que volver a negociar con los autores originales del cual un sample provenía, luego de que estos autores descubrían sobre quién era The Avalanches, para solicitar más dinero; esto fue realizado junto a Pat Shannahan, misma persona que ayudó con la búsqueda de autorizaciones por derechos de autor para el álbum Since I Left You. La pista “Subways” contiene un sample que, originalmente provenía de una pista homónima creada por el en ese entonces una niña de 12 años apodado Chandra para su EP de post-punk, “Transportation”, Chandra no tenía idea de quién era The Avalanches hasta que el grupo se reunió con ella en 2014 (ahora Chandra teniendo 34 años) para negociar sobre la autorización para utilizar su voz como sample para la pista, luego de la reunión, Chandra se hizo fanática de su trabajo. Uno de los samples más difíciles que el grupo tuvo que negociar para tener autorización, fue hecho por la Escuela secundaria de Kew (Kew High School) en Melbourne, en donde cantaban parte de la letra del sencillo “Come Together” hecha por The Beatles en 1969, está siendo usada en la pista “The Noisy Eater”. Chater y Di Blasi tuvieron que contactarse con Paul McCartney y Yoko Ono a través de “amigos de amigos”, el grupo envió una carta junto a la pista hecho por Di Blasi explicando la situación, recibiendo aprobación de McCartney y Ono. La pista no hubiera sido incluida en el álbum si ellos no recibían autorización de McCartney y Ono.
El álbum no fue finalizado hasta la noche del masterizado. Chater tenía un vuelo hacia Nueva York a las 7:30 de la mañana, Di Blasi declaró, “entonces, estábamos en el estudio hasta las 6:30 esa mañana hasta que el estaba como ‘tengo que irme, tengo que subirme al avión.’ Estábamos como, ‘suena bien, a la mierda’.” [sic] Varias de las pistas de The Avalanches que fueron considerados para Wildflower no entraron al producto final, debido a que no contribuían con el estilo principal del álbum; algunas de estas pistas tienen colaboraciones con músicos como Jens Lekman, Connan Mockasin, August Darnell y Luke Steele. Una vez que el estilo de álbum fue mejor definido, el grupo empezó a elegir pistas en las que trabajaron que coincidían o tenían más similitudes, el grupo intentó publicar estas pistas similares a Wildlflower “dentro de un año más o menos” de la publicación del álbum; esto ayudaría al grupo para “limpiar la pizarra” para nuevas producciones musicales.

## Estilo y temática
The Avalanches describió al álbum como “un viaje por la carretera” en un “país grande, ancho y expansivo como Australia”, el grupo tomó como inspiración recuerdos de ellos en sus años adolescentes, en los que conducían a través del país y de los suburbios mientras escuchaban música. El álbum busca “capturar ese sentimiento de crecer... entrar en el auto y salir a la carretera con un six-pack con dirección al bush.” El álbum busca capturar un sentimiento “entre felicidad y tristeza”, similar al antiguo estilo y temática usada por The Beach Boys, mismos que fueron principal inspiración para el grupo. Chater sintió que este sentimiento es lo que hizo a Since I Left You un éxito, y fue como continuaron esforzándose en recrear ese sentimiento. Di Blasi piensa que Wildflower es una persona de alma libre que hace lo que desea independientemente de la convencionalidad. El álbum usa samples provenientes de música psicodélica de la década de 1960, con temáticas como la contracultura y el antisistema.

La portada del álbum está inspirada por el álbum There's a Riot Goin' On de Sly and the Family Stone, esta siendo una modificación de la bandera estadounidense, siendo la bandera usada por Sly and he Family Stone más relacionado con la contracultura, esto inspiró a The Avalanches para crear la portada del álbum Wildflower, manteniendo una relación con la contracultura, pero agregando símbolos de la psicodelia, más específicamente, el arte y la música psicodélica, como son flores, colores vibrantes y mariposas.

Chater mencionó que la pista “Sunshine” se incluyó en el álbum a último momento pero que es una de sus pistas favoritas de Wildflower. “Comienza pareciendo una canción muy feliz y alegre” mencionó Chater, “pero hay un cambio en la historia cuando el sample revela que en realidad trata de alguien al que se quita su sol – y los cielos azules se tornan grises. Es realmente una canción para todos aquellos que perdieron a un amor, y que alguna vez han tenido el corazón roto.” La letra de la pista “If I Was a Folkstar” fueron escritas por Toro y Moi, en la que relata como él y su esposa consumen LSD en la playa, poco después de haberse casado. El título del álbum, Wildflower, fue elegido por su simpleza. El grupo estaba inspirado por otros álbumes con títulos simples para no distraer del contenido del álbum, como son Smile por The Beach Boys. La portada del álbum está inspirada en el álbum de Sly and the Family Stone, There's a Riot Goin' On de 1971, con el fin de aprovechar del origen rebelde contracultural del disco, pero, añadiendo detalles provenientes de la música psicodélica.

## Publicación
El 12 de abril de 2016, The Avalanches añadió nuevas imágenes de una mariposa dorada sobre tela negra, en su sitio web y en sus redes sociales, durante ese tiempo, algunos especulaban de una nueva producción musical. Al día siguiente, el grupo anunciaría varias actuaciones en vivo en las que se incluían apariciones en festivales de música como Splendour in the Grass, Primavera Sound y Field Day. El 24 de mayo, el grupo subió un video en su cuenta de YouTube y Facebook en donde se burlaban de su desaparición desde la publicación de su primer álbum, y de las especulaciones de un nuevo lanzamiento. El 2 de junio, The Avalanches publicó el sencillo principal del álbum, “Frankie Sinatra”, siendo promocionado en la emisora de radio australiana Triple J. La decisión de hacer a “Frankie Sinatra” el sencillo principal del álbum, no fue hecha por ellos, pero gracias a amigos suyos y gerentes. Durante una entrevista de radio transmitida poco después del lanzamiento del sencillo principal, el grupo reveló el título de su nuevo lanzamiento y se dio una aproximación de la fecha de lanzamiento del álbum, siendo el 8 de julio de 2016, casi 16 años después del lanzamiento de Since I Left You. El 15 de junio, durante un programa de radio de Beats1 creada por Zane Lowe, Lowe anunció una segunda pista para el álbum, bajo el título “Colours”.
El 1 de julio de 2016, The Avalanches publicó Wildflower mediante el servicio musical de streaming, Apple Music. Apple Music negoció con The Avalanches para publicar el álbum exclusivamente en su servicio una semana antes de su publicación de manera internacional. Apple promocionó el álbum a través de una gran campaña comercial en Australia, mediante televisión, publicidad en internet, y publicidad impresa. Cerca de la publicación internacional del álbum, un video de 15 minutos titulado, “The Avalanches - The Was” fue publicado temporalmente en internet, el video, hecho por el usuario Soda Jerk, contiene una compilación de diferentes películas y series animadas usadas junto a música del propio álbum.

## Crítica
En Metacritic, sitio web que asigna una puntuación tipificada basándose en sitios de críticas principales, el álbum consiguió una puntuación de 83, con base en 33 reseñas, indicando “aclamación universal”. Antes del lanzamiento del álbum, el disc-jockey y locutor de radio Zane Lowe, consideró a Wildflower un “triunfo” con unas “colaboraciones increíbles y de buen gusto.” En una entrevista hecha por Andy Gill, escritor de The Independent, Gill alabó al álbum describiéndolo como “una causa de celebración, un collage estilo Zappa/Beastie de voces, samples, ritmos, sonidos y especialmente risas que ofrecen una alegre afirmación de la vida.” Jonathan Wroble, escritor de Slant Magazine, escribió que su “sonido borroso [...] revela su figura y su esplendor con el tiempo.” Brad Shoup, escritor de Spin, denotó que “el terreno es familiar, los temas cambiaron,” y que el álbum, en general, “se siente como un álbum hecho para The Avalanches más que para un público paciente.” El crítico Mark Richardson de Pitchfork, remarcó que el trabajo del grupo “continúa explotando un mundo engañosamente emocional y estrecho–nuevo amor, diversión infantil, tristeza melancólica, sentimientos alegres de conexión, pero haciéndolo mejor que cualquier música que se haya hecho jamás.”
El escritor de Rolling Stone, Will Hermes, llamó a Wildflower, “un regreso bienvenido”, escribió también que “lo que diferencia a The Avalanches, además de su cuidadoso ritmo, atención a los detalles, y una extraña habilidad de moverte desde el interior de una pista al exterior mirando hacia su interior, es su dulce sentido de nostalgia.” Daryl Keating, escritor de Exclaim!, llamó al álbum “un verdadero testamento a la tenacidad de The Avalanches, algo de lo que realmente estamos agradecidos.” Tim Sendra de AllMusic sintió que Wildflower, “está por debajo de las expectativas, pero sigue siendo un buen álbum” y consideró que la abundancia de artistas invitados, con la excepción de Jonathan Donahue, como algo innecesario, concluyendo que el grupo “terminó haciendo el mejor álbum de The Chemical Brothers en lugar de otro álbum clásico de The Avalanches.” Emily MacKay, escritora de NME, fue menos favorable, preguntando cómo “algo que tomó tanto tiempo, [puede] sonar tan, bueno, meh,” finalizó la reseña llamando al álbum “una foto muy descolorida de un pasado más acogedor y de apariencia muy lejana.” Wildflower fue nominado en la categoría Australian Album of the Year en la premiación J Awards de 2016.

### Elogios
Zach Schonfeld, escritor de Paste, incluyó a Wildflower en el puesto número 25 en la lista de “los mejores álbumes del 2016”, añadió que el álbum es un “segundo intento caleidoscópico [sic] que es digno [...] del singular Since I Left You”, añadió también que el álbum “recorta samples de grupos como The Pharcyde y The Bar-Kays, elementos que son fugazmente reconocibles como fragmentos del sueño de la noche anterior.” Philip Sherburne, escritor de Pitchfork, incluyó al álbum en la lista “los mejores 20 álbumes electrónicos”, Sherburne comparó el regreso de The Avalanches con el regreso de otros grupos como My Bloody Valentine, Aphex Twin, Boards of Canada y Daft Punk, finalizó elogiando el álbum declarando que es “un collage denso de disco, soul y folk que brilla como gotas de rocío en mechones de diente de león...” Chris Gerard, escritor y miembro de PopMatters, incluyó a Wildflower en la lista de los “70 mejores álbumes de 2016” en el puesto número 15, Gerard describió al álbum como un “laberinto vertiginoso de innumerables samples de una variedad infinitamente diversa de material de origen, soldado por expertos en un paisaje electropop caleidoscópico de ensueño”, añadió que su regreso con Wildflower no alcanza la “altura mágica” de su primer debut, pero que sigue siendo un regreso estelar.
La revista Mixmag incluyó a Wildflower en el puesto número 4 de la lista de “los 50 mejores álbumes de 2016”, mencionó que el álbum fue “encantadoramente caótico”, mencionado el infierno de producción por el cual el álbum pasó, finalizó la reseña mencionando que cuando el álbum fue publicado, fue “como si todos los veranos llegaran a la vez.” Anna Gaca, escritora de Spin, incluyó al álbum en el puesto número 36 de “los mejores 50 álbumes de 2016”, mencionó que el álbum es “capaz de hacer un viaje mundano, como un experimento elaborado y bañado por el sol.” El diario británico, The Guardian puso a Wildflower en el puesto 15 en su lista de “los mejores álbumes de 2016”, declarando al álbum como “meditativo, psicodélico y trascendente – Wildflower te lleva a una alegre aventura”, como también mencionando a la pista “If I Was a Folkstar” como una “reimaginación hippie” de “Face to Face” de Daft Punk. El sitio web FasterLouder incluyó a Wildflower en el puesto 21 de la lista de “los 50 mejores álbumes de 2016”, escribió “la noción de las armonías se explora hasta los extremos, pero incluso a sus extremos, las armonías suenan maravillosas”, finalizó la reseña declarando que la publicación del álbum “es una celebración para la música pop, usando música pop para crear música pop.” El periódico The New Zealand Herald incluyó a Wildflower en el puesto número 11 en la lista “los mejores 20 álbumes de 2016”, describió al álbum como un “pastiche bañado por el sol de viejos samples y nuevos vocalistas. Un álbum psicodélico y funky que suena gloriosamente.”
Revistas como Q y Loud and Quiet incluyeron a Wildflower en sus listas de “los mejores álbumes de 2016”.

## Lista de canciones
| Wildflower |                                         | | |          |  |
| N.º        | Título                                  | Escritor(es) | Sample(s) | Duración |  |
| 1.         | «The Leaves Were Falling»               | Robbie Chater • Tony Di Blasi | “The Dream World of Dion McGregor (He Talks in His Sleep)” por Dion McGregor (no acreditado) | 0:15     |  |
| 2.         | «Because I'm Me»                        | Chater • Di Blasi • Salahadeen Wilds • Saladine Wallace • Gregory Perry • General Norman Johnson • Barney Perkins                     | “Want Ads”, escrito y compuesto por Johnson, Perkins y Perry, y interpretado por Honey Cone • “Why Can't I Get It Too” por Six Boys In Trouble (no acreditado) | 4:12     |  |
| 3.         | «Frankie Sinatra»                       | Chater • Di Blasi • Danny Brown • Daniel Dumile • Wilmoth Houdini • Richard Rodgers • Oscar Hammerstein II                            | “Bobby Sox Idol” escrito, compuesto y interpretado por Wilmoth Houdini • “My Favorite Things” escrito y compuesto por Rodgers y Hammerstein II, interpretado por Percy Faith & His Orchestra | 3:44     |  |
| 4.         | «Subways»                               | Chater • Di Blasi • Chandra Oppenheim • Steven Alexander • Eugenie Diserio • Barry Gibb • Maurice Gibb • Robin Gibb • Patrick Simmons | “Subways”, escrito y compuesto por Chandra Oppenheim, Steven Alexander y Eugenie Diserio, interpretado por Chandra • “Warm Ride”, escrito y compuesto por Barry Gibb, Maurice Gibb y Robin Gibb, interpretado por Graham Bonnet • “Black Water”, escrito, compuesto y interpretado por Patrick Simmons | 3:10     |  |
| 5.         | «Going Home»                            | Chater • Di Blasi • B. Gibb • M. Gibb • R. Gibb • Kathy Kosins • David McMurray • Gene Dunlap • Simmons                               | “Subways”, escrito y compuesto por Chandra Oppenheim, Steven Alexander y Eugenie Diserio, interpretado por Chandra • “Warm Ride”, escrito y compuesto por Barry Gibb, Maurice Gibb y Robin Gibb, interpretado por Graham Bonnet • “Black Water”, escrito, compuesto y interpretado por Patrick Simmons • “Party in Me”, escrito y compuesto por Kathy Kosins, David McMurray y Gene Dunlap, interpretado por Gene Dunlap • El documental Jean-Michel Basquiat: The Radiant Child de Tamra Davis • El documental Street Wise de Martin Bell (no acreditado) | 2:06     |  |
| 6.         | «If I Was a Folkstar»                   | Chater • Di Blasi • Chaz Bear | “You Think I Ain't Worth a Dollar, But I Feel Like a Millionaire” hecha por Queens of the Stone Age (no acreditado) | 4:33     |  |
| 7.         | «Colours»                               | Chater • Di Blasi • Jonathan Donahue                                                                                                  | | 3:32     |  |
| 8.         | «Zap!»                                  | Chater • Di Blasi | | 1:58     |  |
| 9.         | «The Noisy Eater»                       | Chater • Di Blasi • Biz Markie • John Lennon • Paul McCartney                                                                         | “The Noisy Eater” interpretado por Jerry Lewis • “Come Together” hecho por John Lennon y Paul McCartney | 3:14     |  |
| 10.        | «Wildflower»                            | Chater • Di Blasi • Jean-Michel Bernard                                                                                               | Putney Swope, película dirigida por Robert Downey Sr. | 1:14     |  |
| 11.        | «Harmony»                               | Chater • Di Blasi | “Everything That Touches You”, escrita y compuesta por Terry Kirkman, interpretada por The Association • Cita de “Alphabetical Slaughter”, interpretada por DJ Kay Slay | 3:48     |  |
| 12.        | «Live a Lifetime Love»                  | Chater • Di Blasi • Dionte Rembert • Arrias Walls                                                                                     | American Juggalo, película dirigida por Sean Dunne | 2:30     |  |
| 13.        | «Park Music»                            | Chater • Di Blasi | American Juggalo, película dirigida por Sean Dunne | 0:54     |  |
| 14.        | «Livin' Underwater (Is Somethin' Wild)» | Chater • Di Blasi • Paul McCartney • Linda McCartney • Jay Ferguson                                                                   | “Uncle Albert/Admiral Halsey”, interpretada por Paul y Linda McCartney • “Water Woman”, escrita y compuesta por Jay Ferguson, interpretada por Spirit | 1:56     |  |
| 15.        | «The Wozard of Iz»                      | Chater • Di Blasi • Tommy James • Mike Vale                                                                                           | “Lost in Your Eyes”, escrita y compuesta por Tommy James y Mike Vale, interpretada por Tommy James and the Shondells | 2:59     |  |
| 16.        | «Over the Turnstiles»                   | Chater • James Pepper | “Witchi Tai To”, escrita y compuesta por James Gilbert Pepper II, interpretada Everything is Everything | 0:41     |  |
| 17.        | «Sunshine»                              | Chater • Di Blasi • Sheila Young • Bobby Goldsboro                                                                                    | “Leave It All Behind Me”, escrito y compuesto por Sheila Young, interpretado por The Fuzz • “Summer (The First Time)”, escrita, compuesta e interpretada por Bobby Goldsboro | 3:37     |  |
| 18.        | «Light Up»                              | Chater • Di Blasi • Randy Newman • Clarence Newton Burke • Gregory K. Fowler                                                          | “The Debutante's Ball”, escrita y compuesta por Randy Newman, interpretada por Harpers Bizarre • “World of Fantasy”, escrita y compuesta por Clarence Newton Burke y Gregory K. Fowler, interpretada por The Five Stairsteps | 1:34     |  |
| 19.        | «Kaleidoscopic Lovers»                  | Chater • Di Blasi • Donahue | | 3:55     |  |
| 20.        | «Stepkids»                              | Chater • Di Blasi • Jennifer Herrema • Kurt Midness • Lou Barlow                                                                      | “Raised the Bells”, escrita y compuesta por Lou Barlow, interpretada por The Folk Implosion | 4:32     |  |
| 21.        | «Saturday Night Inside Out»             | Chater • Di Blasi • David Berman | | 5:07     |  |
| 59:31      |                                         | | |          |  |

| Pistas extras de la versión digital |                                  |          |  |
| N.º                                 | Título                           | Duración |  |
| 22.                                 | «Frankie Sinatra (extended mix)» | 4:28     |  |
| 4:28                                |                                  |          |  |

## Personal
La mayoría del personal se mencionó en las notas de varias de las versiones físicas del álbum.
| The Avalanches - Robbie Chater — productor, escritor, mixing, director artístico - Tony Di Blasi — escritor, productor adicional - James Dela Cruz - The Avalanches — teclado, melódica, acordeón, batería, bajo, guitarra, sintetizador, percusión, voz, mellotron, munching, sintetizador moog, melodeón, orquestación, radio Personal técnico - Tony Espie — mixing - Aaron Dobos — ingeniero adicional - Michael O'Connell — ingeniero adicional - Matthew Neighbour — ingeniero adicional - Joe LaPorta — masterización - Scott Petiito — grabación en las pistas “Colours” y “Kaleidoscopic Lovers” - Nadav Eisenman — grabación en “Stepkids” - Warren Ellis — grabación en “Stepkids” - Loney John Hutchins — grabación en “Saturday Night Inside Out” Personal artístico - Chris Hopkins — dirección artística, diseño, ilustración - Emi Ueoka — ilustración - Fergadelic — ilustración de mariposa - Gen Kay — portada e incrustaciones - David Corio — fotografía de Biz Markie - Kris Vierra — acolchado y textiles | Músicos adicionales - Camp Lo — voz en “Because I'm Me” - Sonny Cheeba - Geechi Suede - Danny Brown — voz en “Frankie Sinatra” y en “The Wozard of Iz” - Daniel Dumile — voz en “Frankie Sinatra” - Wilmoth Houdini — voz en “Frankie Sinatra” - Jean-Michel Bernard — orquestación en “Frankie Sinatra”, “The Nosisy Eater”, y “Wildflower”, guitarra en “Wildflower” - Rye Rye — voces adicionales en “Going Home” - Kevin Parker — batería adicional en “Going Home” - Chaz Bundick — voz y guitarra en “If I Was a Folkstar” - Jonti Danilewitz — voz en “If I Was a Folkstar” y “Harmony” - A.Dd+ — voz en “If I Was a Folkstar” y “Live a Lifetime Love” - Dionte Rembert - Arrias Walls - Jonathan Donahue — voz en “Colours”, “Harmony” y “Kaleidoscopic Lovers”, sierra musical en “Wildflower” y “Harmony” - Biz Markie — voz y masticación en “The Noisy Eater” - Leslie Ritter — voz en “Harmony” - Beth Chapin Reineke — voz en “Harmony” - Alise Marie — voz en “Harmony” - Shags Chamberlain — bajo en “Harmony” - Dominique Young Unique — voz en “Live a Lifetime Love” y “The Wozard of Iz” - Jennifer Herrema — voz en “Stepkids” - Kurt Midness — voz en “Stepkids” - Warren Ellis — violín en “Stepkids” - David Berman — voz en “Saturday Night Inside Out” - Josh Tillman — voz en “Saturday Night Inside Out” |

## Listas musicales
| Año 2016       | Año 2016              | Año 2016 |
| Región         | Lista                 | Posición |
| -------------- | --------------------- | -------- |
| Alemania       | Offizielle Top 100    | 60       |
| Australia      | ARIA                  | 1        |
| Austria        | Ö3 Top 40             | 42       |
| Bélgica        | Ultratop Flandes      | 19       |
| Bélgica        | Ultratop Valonia      | 82       |
| Escocia        | Scottish Albums Chart | 9        |
| Estados Unidos | Billboard 200         | 27       |
| Finlandia      | Sverigetopplistan     | 44       |
| Francia        | SNEP                  | 109      |
| Irlanda        | IRMA                  | 11       |
| Nueva Zelanda  | RMNZ                  | 12       |
| Países Bajos   | Album Top 100         | 49       |
| Reino Unido    | UK Albums Chart       | 10       |
| Suecia         | Sverigetopplistan     | 46       |
| Suiza          | Schweizer Hitparade   | 46       |

| Año 2016  | Año 2016 | Año 2016 |
| Región    | Lista    | Posición |
| --------- | -------- | -------- |
| Australia | ARIA     | 39       |

| Región           | Certificación | Ventas |
| ---------------- | ------------- | ------ |
| Australia (ARIA) | Oro           | 70 000 |

## Historial de lanzamientos
| Región  | Fecha              | Formato                                    | Sello                            |
| ------- | ------------------ | ------------------------------------------ | -------------------------------- |
| Mundial | 1 de julio de 2016 | Streaming (Apple Music)                    | Modular • Astralwerks • XL • EMI |
| Mundial | 8 de julio de 2016 | CD • descarga digital • streaming • vinilo | Modular • Astralwerks • XL • EMI |